# Catena laterale

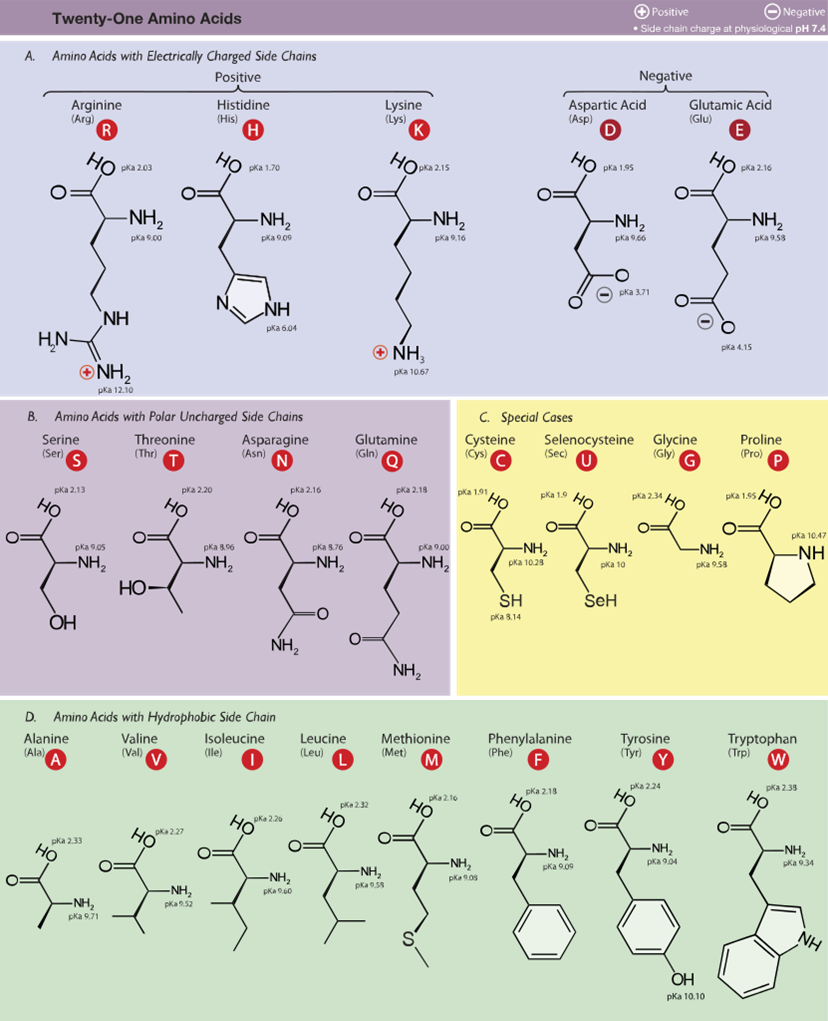
Gli amminoacidi proteinogenici possiedono la stessa catena dorsale, ma ciascuno ha una catena laterale differente

In biochimica e in biologia molecolare, una catena laterale è la porzione di una molecola che si trova legata alla catena principale (detta anche catena dorsale) della molecola stessa.
Vengono spesso indicate con il termine generico gruppo R, poiché la loro classificazione è piuttosto arbitraria; tuttavia, sono tipicamente stabili e legati covalentemente a un atomo (il punto di diramazione) della catena principale. Dal termine "radicale" derivano le sigle R e gruppo R, che quindi talvolta si riferiscono alle catene laterali.
Le catene laterali fungono spesso da gruppi funzionali della molecola a cui sono legati, combinando le proprietà chimiche della catena dorsale e le proprie.